# Station Vif
Station Vif is een spoorwegstation in de Franse gemeente Vif.